# زیردریایی کلاس فاتح
زیردریایی کلاس فاتح (به انگلیسی: Fateh-class submarine) یک کلاس از زیردریایی است.
زیرسطحی ۵۲۷ تنی فاتح به عنوان یک زیردریایی نیمه سنگین تلقی شده و تناژ آن در زیرسطح ۵۹۳ تن است. این زیردریایی که از نظر مشخصات عملیاتی بسیار برتر از غدیر است، توانایی حرکت در عمق ۲۰۰ متر را به صورت عادی داشته و بیشینه عمق قابل دستیابی برای آن نیز ۲۵۰ متر است. فاتح توان دریانوردی به مدت ۳۵ روز را دارد که از این نظر نیز بهبود چشمگیری نسبت به زیردریایی غدیر مشاهده می‌شود. سرعت سطحی فاتح ۱۱ گره (۲۰٫۳۵ کیلومتر بر ساعت) و در حالت غوطه ور ۱۴ گره (۲۵٫۹ کیلومتر بر ساعت) است. این زیردریایی توانایی حمل موشک‌های زیرسطحی، موشک‌های دوش‌پرتاب سطح به هوا و همچنین امکان حمل نیروهای تکاور و رساندن آن‌ها به نقاط مورد نظر را نیز دارد.
فاتح دارای ۴ مقر پرتاب اژدرهای کالیبر ۵۳۳ میلی‌متری بوده و توانایی حمل ۸ مین دریایی را نیز دارد و همچنین دارای دو اژدر رزرو است.
زیرسطحی فاتح با برخورداری از ۱۲ نوع سونار مختلف شامل انواع فعال (اکتیو) و غیرفعال (پسیو) امکان پویش محیط اطراف خود را داشته و می‌تواند عمق، سرعت و صوت را تشخیص داده و حتی علیه نیروهای غواص دشمن نیز به‌طور مؤثری عمل کند.
از سوی دیگر بنا بر اطلاعات رسمی منتشر شده از این زیردریایی، فاتح از ESM بهره می‌برد که این سیستم در زیردریایی‌ها، کار تشخیص، شناسایی و جهت‌یابی انواع امواج رادار و سیگنال‌های مخابراتی منتشر شده از کشتی‌ها، هواگردها، زیردریایی‌ها و سایر منابع را بر عهده دارد. به کمک این سامانه آگاهی زیردریایی از موقعیت اطراف به منظور دفاع از خود یا تدارک یک درگیری یا پشتیبانی اطلاعاتی از شناورهای خودی در صحنه نبرد افزایش می‌یابد. سامانه پشتیبانی اقدامات الکترونیکی یا ESM شامل گیرنده‌های امواج و سیگنال‌ها، نمایشگرها و تجهیزات تحلیل و پردازشگر است. ارتباط داده‌ای این سامانه با سامانه مدیریت صحنه نبرد و سامانه کنترل آتش، حلقه تکمیل‌کننده کاربرد آن است.
همچنین موتور این زیردریایی نیز از نوع توربو ژنراتور می‌باشد. ژنراتور در یک زیردریایی وظیفه تبدیل انرژی مکانیکی به الکتریکی را دارد. این انرژی الکتریکی می‌تواند از طرق مختلفی مانند موتور دیزل یا توربین بخار تأمین شود. توربوژنراتورها انرژی بخار را به انرژی الکتریکی تبدیل می‌کنند که برای تأمین انرژی الکتریکی لازم برای عملکرد زیردریایی مورد استفاده قرار می‌گیرد. استفاده از این سامانه می‌تواند مزیت‌های عملکردی نسبت به استفاده از موتور دیزلی برای زیردریایی به همراه داشته باشد از جمله ایجاد نویز و ارتعاشات کمتر، مقاومت بالاتر در برابر شوک‌های وارده و هزینه کمتر در چرخه عمر.
فرمانده نیروی دریایی ارتش از هشدار زیردریایی فاتح این نیرو به یک زیردریایی هسته‌ای آمریکایی به نام فلوریدا در تنگه هرمز خبر داد.
به گزارش خبرنگار دفاعی خبرگزاری تسنیم، امیر دریادار ایرانی فرمانده نیروی دریایی ارتش جمهوری اسلامی ایران با اشاره به هشدار و شناسایی زیردریایی آمریکایی توسط این نیرو، اظهار داشت: این زیردریایی در سکوت کامل و در زیر آب در حال نزدیک شدن به تنگه هرمز بود که توسط زیردریایی تمام ایرانی و بومی فاتح رصد و شناسایی شد و با مانورهای ایذایی مجبور کرد تا زیردریایی آمریکایی به سطح آب بیاید و مسیر تنگه را در سطح آب عبور کند.